# 大风车
大风车是中国中央电视台制作的一档少儿节目，于1995年6月1日开始首播，起初在央视一套（最初为中国中央电视台新闻·综合频道，后改为中国中央电视台综合频道）播出，后改在中国中央电视台少儿频道播出。该节目是中国最具有影响力的少儿电视栏目之一。目前节目的播出时间为周一至周五早上06:30（如频道有特别编排，该节目亦会调整到早间时段首播或暂停播出）。

## 历史
- 1995年6月1日，《大风车》开播，当时播出时间为18:08（在整点新闻之后播出），节目还在央视七套重播。2003年央视少儿频道开播后，节目还在该频道重播（2006年6月起取消在该频道重播）。
- 2004年9月1日，因《东方时空》节目调整至18:13分播出，该节目在央视一套提前至17:30左右播出。
- 2007年7月16日，因《东方时空》节目调整至周一至周五16:53、周六和周日17:27首播播出，该节目改在央视一套每晚18:18播出。
- 2009年9月28日，因央视一套开始在此时段播出《智慧树》，《大风车》改在中国中央电视台少儿频道首播，播出时间为周一至周五19:30（如遇特殊情况该节目则暂停播出），时长调整为30分钟[2]，而《大风车》的动画环节改在《智慧树》节目播出。2010年7月12日起，原《大风车》动画环节与动画城合并，设立新栏目《第一动画乐园》。
- 2009年12月起，《大风车》在央视七套早间时段增加重播，后于2012年7月取消。
- 2019年10月9日起，央视少儿频道改版，每周一至周五17:30档周播节目统一《大风车》前缀，原每周一至周五19:30播出的《大风车》变更为每周二17:30播出并更名为《风车转转转》。

## 曾播出的环节
- 风车大问号
- 风车互动
- 大家一起来
- 风车游戏大火拼
- 风车故事吧
- 风车故事汇
- 风车大舞台
- 风车英雄
- 风车达人榜
- 风车棒棒糖
- 风车读书吧
- 奥运那些事儿
- 風車轉轉轉
- 新闻袋袋裤（后改为独立节目）

## 曾播出的动画片
- 《葫芦兄弟》
- 《大头儿子小头爸爸》
- 《熊猫京京》
- 《海尔兄弟》
- 《开心街》
- 《小精灵灰豆》
- 《小糊涂神》
- 《小神仙和小仙女》
- 《西游记》
- 《小贝流浪记》
- 《阿笨猫》
- 《哪吒传奇》
- 《可可可心一家人》
- 《兔八哥和朋友们》
- 《啄木鸟伍迪》
- 《地球超人》
- 《飞天小女警》
- 《丑小鸭》

## 曾任主持人
- 董浩
- 鞠萍
- 刘纯燕（金龟子）
- 何炅（大拇哥）等